# Cyclone (film 1978)
Cyclone è un film del 1978 diretto da René Cardona Jr.. 
Coproduzione messico-italiana a basso costo, la pellicola - conosciuta anche con i titoli Terror Storm, Ciclón e Tornado - appartiene al genere catastrofico senza però tralasciare temi cari al regista quali l'antropofagia e gli animali assassini.

## Trama
Nell'estate del 1974 nelle vicinanze della località di Puerto (sita in prossimità del nefasto Triangolo delle Bermude) si scatena una terribile tempesta. Nonostante le precauzioni del caso, messe in atto dalle autorità locali, i dispersi risultano essere comunque numerosi. Tra questi alcuni passeggeri di un aereo di linea decollato con 42 persone a bordo e precipitato in mare, una dozzina di turisti che stavano facendo un'escursione a bordo del battello Moby Dick e che ora viaggiano alla deriva e cinque pescatori anche loro dispersi, senza speranze, nelle acque dell'oceano.
Dopo alcuni giorni gli eventi del caso portano prima il gruppo di pescatori e in un secondo momento quello dei precipitati a trovare aiuto e riparo sul Moby Dick. I superstiti attendono i soccorsi tutti insieme ma nessuno di loro è al corrente che le autorità competenti, nel frattempo, hanno deciso di sospendere le ricerche, viste le esigue possibilità di trovare persone ancora in vita dopo tanto tempo. La mancanza di acqua e provviste col passare dei giorni fa precipitare la situazione e offusca la ragione di alcuni superstiti, portandoli a compiere terribili azioni pur di riuscire a sopravvivere. Dopo aver affrontato il devastante uragano, il mare, i pescecani, la sete, la fame, il sole accecante e anche l'odio della disperazione, solo una dozzina di naufraghi troveranno salvezza.

## Produzione

### Cast
Oltre alla fedele coppia di attori Stiglitz-García, che René Cardona Jr. già aveva usato in alcuni suoi precedenti lavori come Tintorera e Il triangolo delle Bermude in questo suo nuovo film sono presenti anche alcune celebrità di più ampio richiamo internazionale come Arthur Kennedy, Lionel Stander, Carroll Baker e Olga Karlatos.

### Riprese
Le riprese del film sono avvenute nello stato messicano di Quintana Roo e più precisamente in località Cozumel. Le riprese sottomarine sono state affidate all'esperto operatore di riprese subacquee Ramón Bravo da alcuni ritenuto il Jacques-Yves Cousteau messicano.

### Durata
Nella versione originale italiana (come anche in altre versioni europee) la durata del film è di circa 100 min. mentre nella versione per il mercato statunitense e in altre versioni internazionali è di circa 118 minuti.

## Promozione
"Se la tempesta non ti uccide...lo faranno gli squali! Chi sopravviverà?" è la tagline usata per la promozione del film.

## Distribuzione
Il film è stato distribuito nelle sale cinematografiche italiane nel mese di aprile del 1978 senza divieto alcuno.

### Data di uscita
Le date di uscita internazionali nel corso del 1978 sono state:
- 14 aprile 1978 in Italia[7]
- 7 luglio 1978 negli USA (Cyclone)
- 21 luglio 1978 in Germania (Tornado)
- 26 ottobre 1978 in Messico (Ciclón)
- 23 dicembre 1978 in Spagna (Ciclón)

### Edizioni home video
Una versione restaurata del film è stata distribuita per opera della "Screen Time Images".
Nel mese di agosto del 2007 la NoShame distribuisce per la prima volta in Italia il film in DVD e nel cofanetto sono presenti tutte e due le versioni sia quella italiana che quella internazionale.

## Accoglienza

### Critica
All'uscita del film nelle sale la critica dell'epoca non si prodigò certo nei commenti positivi. In un articolo dal titolo Cyclone - Non c'è pace per i cadaveri apparso sul quotidiano Stampa Sera, si legge: "Sadico e vanitoso, Cardona Jr. cita il precedente delle Ande per introdurre anche tra i poveri naufraghi raccolti su un'imbarcazione alla deriva la possibilità dell'antropofagia." Nella parte finale dell'articolo, invece, oltre alla regia non viene risparmiata neppure la recitazione: "I tipi e le psicologie rispondono a grossolani schemi, i particolari e il finale rispondono a mode truculente. Con Cyclone colano a picco attori che - mai stati aquile - non dovrebbero in età galoppante affidarsi a registi distratti".